# جورج بي. توماس
جورج بي. توماس (بالإنجليزية: George B. Thomas) هو رياضياتي أمريكي، ولد في 11 يناير 1914، وتوفي في 31 أكتوبر 2006.